# Parafia św. Jana Chrzciciela w Łętowie
Parafia pw. Świętego Jana Chrzciciela w Łętowie – parafia rzymskokatolicka należąca do dekanatu bodzanowskiego, diecezji płockiej, metropolii warszawskiej.